# Тыныбекова, Айсулуу Болотовна
Айсулуу Болотовна Тыныбекова () — кыргызская спортсменка, борец вольного стиля, шестикратная чемпионка Азии, трёхкратная чемпионка мира, обладательница Кубка мира, призёр различных соревнований международного уровня, серебряный призёр Олимпийских игр в Токио (2021), бронзовый призёр Олимпийских игр в Париж (2024) Заслуженный мастер спорта Кыргызской республики.
Отец Болот Асанкожоевич  Тыныбеков  родом из Таласской области 

## Биография
Айсулуу Тыныбекова родилась в 1993 году в городе Майлуу-Суу Джалал-Абадской области.
В 2012 году она впервые приняла участие в Олимпийских играх в Лондоне, но заняла лишь 13-е место в своей категории.
В 2013 году завоевала бронзовую медаль Универсиады.
В 2014 году стала серебряной призёркой чемпионата Азии и бронзовой призёркой Азиатских игр.
В 2015 году завоевала серебряную медаль чемпионата Азии.
В 2016 году стала чемпионкой Азии, но на Олимпийских играх в Рио-де-Жанейро была лишь 5-й.
В 2017 году вновь стала чемпионкой Азии, завоевала золотую медаль Игр исламской солидарности, серебряную медаль Азиатских игр по боевым искусствам и состязаниям в помещении и бронзовую медаль чемпионата мира.
В 2018 году стала чемпионкой Азиатских игр. В 2019 году стала чемпионкой Азии.
На предолимпийском чемпионате мира в Казахстане в 2019 году в весовой категории до 62 кг Айсулуу завоевала золотую медаль, став чемпионкой мира, и получила олимпийскую лицензию для своего национального Олимпийского комитета.
В 2020 году завоевала золотую медаль Кубка мира.
В 2021 году Тыныбекова стала двукратной чемпионкой мира, завоевав золото на чемпионате мира по вольной борьбе в норвежском Осло.
В 2023 году Тыныбекова выступила на турнире лиги Поддубного 5, который прошёл во Владикавказе (Россия), где она проиграла в схватке против россиянке Алины Касабиевой
В 2024 году завоевала бронзовую медаль Олимпийских игр в Париже, став двухкратным олимпийским призером в весовой категории 62 кг.

## Государственные награды
- Награждена орденом "Данк" за достижения в спорте (2017)[6]
- Лауреат Государственной молодежной премии Кыргызской Республики имени Ч.Т.Айтматова в номинации «Лучшее достижение в спорте» (2019)[7]
- Награждена орденом "Манас" II степени за успехи на XXXII летних Олимпийских играх в Токио (2021)[8]